# إلينغن
الينغن (بالألمانية: Ellingen) هي مدينة وبلدة ألمانية تقع في ألمانيا في منطقة فايسنبورغ غونتسنهاوزن.

## المدن التوأمة
مدينة Hohenberg-Krusemark هي مدينة توأمة لـالينغن.